# Suleyman I
Süleyman Çelebi o Suleyman I (Bursa 1375-17 de febrer de 1411), fou un príncep otomà, fill de Baiazet I.

## Primeres lluites
El 1398 el seu pare el va enviar a lluitar contra Kara Yuluk dels aq qoyunlu a Sivas.

## Campanya d'Anatòlia
El 1399 Tahartan d'Erzincan va rebutjar cedir l'estratègica fortalesa de Kemakh com li exigia Baiazet I, però Kemakh fou conquerida pels otomans poc després en una campanya de Suleyman i el beglerbeg d'Anatòlia Timurtash, iniciada a finals del 1399, campanya en la qual foren conquerides diverses places i entre elles Malatya, després d'un setge. Poc després Tahartan anirà a veure a Tamerlà a Bardaa (febrer o març del 1400) per obtenir la seva protecció. Tamerlà va escriure una carta amb alguns termes ofensius a Bayazid I, exigint la retirada de Kemakh i la renuncia al tribut d'Erzinjan iniciant la tensió entre ambdues parts.

## Campanya de Sivas
Inicialment Tamerlà va arribar a Erzurum on se li va unir Tahartan amb les seves tropes. Dos dies després va arribar a Erzinjan a la que va entrar, matant als colons que Baiazet I havia establert a la ciutat. En aquest moment Bayazid I estava retingut a Beòcia i Tessàlia i Tamerlà va aprofitar per dirigir-se cap a Sivas que segons Calcocòndil tenia 120.000 habitants la majoria turcmans. El governador era Suleyman i el naib de la fortalesa era Mustafà, que van preparar la defensa. Mentre Baiazet I ja estava en camí al front d'un fort exèrcit. Tamerlà havia entrat en territori otomà el 31 d'agost de 1400 sent el seu primer destí Sivas. Forces de Tamerlà es dedicaven al saqueig a l'entorn de Sivas i foren derrotats pel otomans; però un segon enfrontament va ser favorable als timúrides i els 500 otomans que els enfrontaven van tenir fortes pèrdues i dificultats per poder-se refugiar darrera les muralles. Suleyman i el beglerbeg Timurtash, informats per espies de la potència de l'enemic, van decidir abandonar la ciutat i anar a buscar reforços a Brusa, i mentre s'encarregava a Mustafà la defensa. Tamerlà va enviar a perseguir-los a Sulayman Xah, Jahan Xah i altres; els van atrapar una mica més enllà de Kayseri (Cesarea de Capadòcia) i els van derrotar retornant al camp imperial amb abundant botí. No obstant uns 3.000 otomans van aconseguir fugir. Sivas fou ocupada el 26 d'agost de 1400. Baiazet I havia hagut de suspendre els preparatius pel setge a Constantinoble i marxar a trobar-se amb el seu fill Suleyman, però aquest no va poder tornar a temps a Sivas amb els reforços per evitar la caiguda de la ciutat. Baiazet I va reunir a Brusa un exèrcit. Esperava un moment propici. Suleyman es va poder establir altre cop a la ciutat de Sivas d'on els timúrides ja havien sortit.

## Guerra amb Tamerlà
Quan Bayezid I va saber que Tamerlà havia entrat als seus estats, el sultà va reunir a la regió d'Izmid, Iznik i Brusa, l'exèrcit d'Anatòlia, format per contingents dels antics emirats d'Aidin, Sarukhan i Karasi, sota ordres de Suleyman Celebi, contingents dels antics emirats d'Hamid i Teke, manats per Mustafà (el naib de Sivas), els zelosos campions de Karaman i l'atrevida joventut de Germiyan.
A la decisiva batalla d'Ankara el 28 de juliol de 1402, a l'ala esquerra otomana es trobaven les tropes de Rum manades per Suleyman Celebi, fill gran del sultà (governador d'Aidin, Karasi i Sarukhan) assistit per Lala Shahin Paixà, Saruja Paixà i Evrenos Gazi. Aquesta ala esquerra va haver d'aguantar el primer atac a l'inici de la batalla. Perduda la batalla el visir Çandarli Alí Paixà, considerant inútil resistir, va donar senyal de retirada. Com home d'estat experimentat es va emportar en la seva fugida a Suleyman Celebi, el primogènit de Bayazid I, que secretament aspirava a apoderar-se del tron en prejudici dels seus germans. Nurad Paixà, agha dels geníssers, Hasan i Ali Beg el van acompanyar fins a Brusa i després a Europa. La seva fugida es va fer cobrir als contingents serbis. A perseguir a Suleyman va enviar al net de Tamerlà, Muhammad Sultan ibn Jahangir, amb ordre de capturar-lo i matar a qui s'hi oposés; a l'amir Xaikh Nur al-Din se'l va enviar a saquejar Brusa.

## Després de la batalla d'Ankara
Muhammad Sultan va arribar a Brusa en cinc dies i cinc nits i va entrar a la ciutat el 3 d'agost de 1402 al front de 4000 o 5000 homes (dels 30.000 sobre els que tenia el comandament) però tot i la seva diligència ja Suleyman Celebi havia escapat de Brusa amb la major part del tresor. Atacats pel pànic, els habitants es van refugiar als afores a les altures de Keshish Daghi; d'altres van fugir cap a la costa. La capital otomana es va rendir sense oposar resistència. Xaikh Nur al-Din va ocupar el castell i es va apoderar de les restes del tresor de Baiazet I que va enviar a Tamerlà.
L'objectiu suprem era la captura de Suleyman Celebi i el príncep Abu Bakr ibn Miran Shah es va llençar al seu darrera matant i saquejant tot el que trobava al seu pas. Va ocupar sense problemes la vila fortificada d'Iznik que fou saquejada. Al acostar-se, Suleyman va fugir corrent amb els 5000 homes que seguien amb ell. Les seves dones van caure a mans d'Abu Bakr que ho va comunicar a Muhammad Sultan, que havia quedat al camp de Mikhalij, proper a Brusa. Muhammad Sultan va anar a Yenişehir on es va casar amb la filla gran de Baiazet I.

## Fugida a Europa
Sulayman va aprofitar el respir per iniciar converses amb els habitants de Constantinoble als que va oferir una aliança i els va demanar ajut per passar a Tràcia. L'estret estava vigilat per vaixells bizantins i genovesos que seguint ordres de Tamerlà s'havien d'oposar al pas de l'exèrcit otomà. Hi havia també unes galeres que la República de Venècia havia promès enviar a la zona, Segons Giovanni Cornaro, comissari d'una galera cretenca i testimoni ocular dels fets, el senat venecià havia aprovat cooperar amb Tamerlà en la destrucció de l'exèrcit otomà, cosa que tot i no estar acreditada sembla molt probable per les activitats venecianes prèvies: participació en la creació d'una lliga anti otomana, compra dels estats del senyor de Lepant i mesures per la salvaguarda de les colònies pròpies (Coron, Modon, Creta i Negroponte). És possible que també hi hagués tres galeres que havien compromès Atenes i Rodes. Els genoveses (que el van travessar el Bòsfor en vaixell i amb ajut d'Esteve Lazarevitx dèspota de Sèrbia, va entrar a Europa i seguint els consells de Ali Paixà va agafar el camí d'Adrianòpolis on es va proclamar sultà (Suleyman I).
Sense saber si Tamerlà passaria a Grècia, els romans d'Orient no gosaven acceptar la proposta de pau de Suleyman, que consistia en la cessió de Gal·lípoli, un territori a la costa de Tràcia i la cessió de la flota, a canvi de la pau. Però Tamerlà no pensava anar a Grècia perquè li mancava una flota segura. Només estava insatisfet amb alguns capitans de galeres grecs, genovesos i venecians però no eren raó suficient per fer el pas. Tamerlà creia que Suleyman i l'emperador romà d'Orient es doblegarien a les seves exigències sense necessitat de campanya i que per tant podia tornar a Àsia. Pensava restablir a Baiazet I com a vassall tributari i encarregar-li la defensa de l'islam a l'occident. Suleyman en tot cas buscava el suport de Tamerlà enfront d'altres pretendents; quan Tamerlà va arribar a Altintash i a Balik, camí d'Esmirna, es va trobar amb l'ambaixador de Sulayman Celebi, el cadi Shaikh Ramadan, amb regals perl conqueridor.
Esteve Llatzerevitx no va guanyar res amb la seva valentia a Ankara. Rival amb Jordi Brankovitx, es va atreure l'hostilitat de Suleyman. Es va retirar cap als seus estats i a Tchirmen (Txirmen) o Čermen, prop d'Adrianòpolis, al Maritza; Saruja Paixà li va barrar el pas i va haver de seguir per mar; a Gal·lípoli el vaixell d'Esteve i del seu germà Vuk fou atacat per 16 vaixells otomans. El 21 de novembre de 1402 va enfrontar als Brankovitx, sostinguts pels otomans, en la batalla de Tripolje i els va derrotar cosa que li va permetre conquerir la supremacia sobre els Brankovitx i engrandir els seus dominis amb l'adquisició de Belgrad, del Banat de Mačva, de les valls de Kolubra i Tamnava, i de les poblacions de Valjevo i Sokol, però que no es reflectirà després en la pau amb Suleyman.
Va acordar el Tractat de Gal·lípoli amb l'Imperi Romà d'Orient, els Cavallers de Rodes, Venècia i Gènova en 1403. L'ambaixador Pietro Zeno senyor d'Andros, va pressionar a Sulayman Celebi (1404) que finalment va reconèixer la propietat d'Atenes per Venècia amb una franja de terreny de 5 milles d'amplada a tot el llarg de l'altre costat de l'illa d'Eubea, però no serà efectiva perquè Antonio Acciajouli no volia entregar la ciutat ni el territori i ningú el volia/podia forçar (i a mes tenia el suport del Papa, del rei de Nàpols i del cardenal Angelo Acciajouli); Suleyman també va cedir a Bizanci diverses terres: les Esporades Septentrionals, Salònica (Tessalònica), Calcídica, la regió del Galiko al Vàrdar i la retrocessió de la costa de Tràcia, de Mesèmbria a Panion a la mar de Màrmara (a mes de quedar exempt del tribut que pagava anteriorment i del compromís de rebre ajut de la flota otomana en cas d'atac a Constantinoble), però a canvi del suport romà d'Orient a la seva causa.

## Investit dels dominis europeus
Per dues vegades Tamerlà va acollir amb benevolència al cadi Shaikh Ramadan quan va anar a retre-li homenatge en nom de Sulayman Celebi (una a finals del 1402 i un altre el 1403). Tamerla finalment va investir amb les províncies otomanes d'Europa a Suleyman. Però al mateix temps va reconèixer els drets d'Isa Celebi sobre l'herència otomana de Anatòlia però va donar la capital Brusa al fill de l'hereu apartat (Sawji). Mehmet Celebi havia aconseguit dominar la regió entre Amasya i Tokat, i també es va anar a sotmetre a Tamerlà per mitjà del seu ambaixador Mehmed Sufi. Des del 1403 (quan Tamerlà va començar la sortida d'Anatòlia), Suleyman ja estava a punt per iniciar la reconquesta dels dominis paterns que li disputaven Mehmet Çelebi (futur Mehmet I) a Anatòlia, Musa Çelebi a Rumèlia i Isa Çelebi a Brusa.
El 1404 en el tractat de pau amb Sèrbia, els serbis no van poder arrencar gairebé res de Suleyman i es va decidir que Sèrbia continuaria pagant el tribut que s'havia fixat el 1389 i hauria de aportar el mateix contingent; únicament Esteve es va lliurar del servei personal. Al príncep de Valàquia, Mircea, Suleyman li va cedir les regions tàrtars, les dues ribes del Danubi fins a la mar i Silistra i jugarà aviat un rol important al sud-est d'Europa on aportarà un sultà (en la persona de Musa).

## Guerra civil
El 1405 va matar el seu germà Isa Çelebi a Kutahya.
Estava lluitant amb avantatge contra Mehmet o Muhammad quan el seu germà Musa I va envair Bulgària des de Valàquia, i va haver de tornar a Europa (1409). Esteve Lazarevitx el va abandonar i va donar suport llavors a Musa. Va aconseguir suport romà d'Orient (casant amb una princesa dels Paleòleg) i va derrotar Musa dues vegades el 1410 però finalment, després de patir nombroses desercions, fou capturat per Musa a Doghandjilar, al costat d'Adrianòpolis (Edirne), i executat el 17 de febrer de 1411.

## Família
Es va casar amb una filla del príncep serbi d'Amavudluk, Jordi II Strasimir, i en segones noces amb Paleòloga filla de Teodor Paleòleg dèspota de Morea; va deixar tres fills, Orkhan, Malika i Muhammad.